# S/2003 J23
S/2003 J 23 is een maan van Jupiter die is ontdekt door Scott S. Sheppard et al. De maan is ongeveer 2 kilometer in doorsnede en draait om Jupiter met een baanstraal van 23,567 Gm in 732,46 dagen.